# Парадокс Тристрама Шенди
Парадокс Тристрама Шенди — рассуждение, предложенное Расселом в книге «Мистицизм и логика» («Mysticism and Logic») в связи с понятием равномощности множеств, демонстрирующее нарушение интуитивного принципа «часть меньше целого» для бесконечных множеств.

## Формулировка
В романе Стерна «Жизнь и мнения Тристрама Шенди, джентльмена» герой обнаруживает, что ему потребовался целый год, чтобы изложить события первого дня его жизни, и ещё один год понадобился, чтобы описать второй день. В связи с этим герой сетует, что материал его биографии будет накапливаться быстрее, чем он сможет его обработать, и он никогда не сможет её завершить. «Теперь я утверждаю, — возражает на это Рассел, — что если бы он жил вечно и его работа не стала бы ему в тягость, даже если бы его жизнь продолжала быть столь же богатой событиями, как вначале, то ни одна из частей его биографии не осталась бы ненаписанной».
Действительно, события {\displaystyle n}-го дня Шенди мог бы описать за {\displaystyle n}-й год и, таким образом, в его автобиографии каждый день оказался бы запечатлённым. Иначе говоря, если бы жизнь длилась бесконечно, то она насчитывала бы столько же лет, сколько дней.

## Аналогия
Ряд натуральных чисел можно поставить во взаимно однозначное соответствие с рядами квадратов натуральных чисел, степеней двойки, факториалов и т. п.:
1 2 3 4 5 …
1 4 9 16 25 …
2 4 8 16 32 …
1 2 6 24 120 …
Можно привести примеры рядов натуральных чисел со всё более быстрым ростом, представителей которых, как бы редко они ни были расположены в натуральном ряду, будет столько же, сколько натуральных чисел.

## Выводы
Данное рассуждение демонстрирует нарушение принципа «часть меньше целого», которое характерно для бесконечных множеств и даже может быть использовано для отличения их от конечных. Критерий бесконечности множества, предложенный Дедекиндом, формулируется следующим образом: «множество является бесконечным, тогда и только тогда, когда оно равномощно некоторой своей части». Можно доказать, что критерий Дедекинда в аксиоматической теории множеств эквивалентен определению бесконечного множества как множества, содержащего счётное подмножество элементов.